# Stephen Christmas
Stephen Christmas (12 février 1947 - 20 décembre 1993) a été le premier patient chez qui a été décrite l'hémophilie B en 1952 par un groupe de médecins britanniques.

## Biographie
Christmas est né à Londres. Sa famille d'origine britannique émigre ensuite à Toronto, au Canada, et c'est là que lui sera diagnostiquée son hémophilie à l'âge de deux ans, à l'Hôpital des Enfants Malades. En 1952, alors qu'il est de retour à Londres pour rendre visite à des membres de sa famille, Stephen fut de nouveau hospitalisé. Un échantillon sanguin fut envoyé au Centre d'Hémophilie d'Oxford, et ce fut là que Rosemary Biggs et Robert Gwyn Macfarlane découvrirent que Stephen, à l'inverse des hémophilies classiques, n'avait pas de déficit en facteur VIII mais en une autre protéine, nommée facteur Christmas en son honneur (par la suite rebaptisée facteur IX).
Stephen rejoint par la suite le Ryerson Institute of Technology (aujourd'hui Université Ryerson à Toronto) pour étudier la photographie. Après l'obtention de son diplôme, il travailla comme chauffeur de taxi et fut employé comme photographe médical à l'Hôpital des Enfants Malades de Toronto. Stephen était dépendant de sang et des transfusions de plasma et a ainsi été infecté par le VIH, à une époque où les produits sanguins ne subissaient pas de dépistage systématique pour ce virus. Il devint membre actif de la Société Canadienne d'Hémophilie et milita pour la sûreté des transfusions après avoir découvert son infection, mais finit par succomber du SIDA en 1993.